# Liste de revues en accès libre
Voici une liste de revues en accès libre. La liste contient des revues notables qui ont une politique de libre accès complet. Sauf exception, elle ne comprend pas les journaux d'accès ouvert retardés, des revues en libre accès hybrides, ou des collections connexes ou des services d'indexation.

## Liste de revues publiées en français

### Agriculture/Agronomie
- Biotechnologie, Agronomie, Société et Environnement[1]

### Archéologie
- Annales d'Éthiopie
- Antiquités africaines
- Archaeonautica
- Bulletin de correspondance hellénique
- Bulletin de la Société préhistorique française
- Bulletin de l'École française d'Extrême-Orient
- Bulletin du centre d'études médiévales d'Auxerre (BUCEMA)
- Cahiers du Centre Gustave Glotz
- Comptes rendus de l'Académie des inscriptions et belles-lettres
- Dialektikê. Cahiers de typologie analytique
- Gallia
- Gallia Préhistoire
- Journal de la Société des océanistes
- Journal des africanistes
- Journal des savants
- Mélanges de l'École française de Rome
- Mélanges de la Casa de Velázquez
- Monuments et mémoires de la Fondation Eugène Piot
- Paléo : Revue d'archéologie préhistorique
- Paléorient
- Revue archéologique de l'Est
- Revue archéologique de l'Ouest
- Revue archéologique de Narbonnaise
- Revue archéologique de Picardie
- Revue archéologique du Centre de la France
- Revue belge de philologie et d'histoire
- Revue d'assyriologie et d'archéologie orientale
- Revue numismatique
- Syria : archéologie, art et histoire

### Arts
- Arts asiatiques
- Arts et sciences[2]
- Bulletin de l'École française d'Extrême-Orient (BEFEO)
- CeROArt (Conservation, exposition, Restauration d'Oeuvres d'Art)
- Livraisons d’histoire de l’architecture
- Monuments et mémoires de la Fondation Eugène Piot
- Motifs
- Revue de l’art
- Revue internationale de Photolittérature (PHLiT)
- Revue Francophone d'Informatique Musicale (RFIM)
- Skén&graphie
- Syria : archéologie, art et histoire
- Vibrations. Musiques, médias, société

### Anthropologie
- Archipel
- Bulletin de l'École française d'Extrême-Orient (BEFEO)
- Bulletins et mémoires de la société d'anthropologie de Paris
- Cahiers d'études africaines
- Enfance
- Journal de la Société des américanistes
- Journal de la Société des océanistes
- Journal des africanistes
- L'Homme
- Mètis : anthropologie des mondes grecs anciens
- Quaternaire
- Recherches en anthropologie au Portugal
- Revue des études slaves
- Revue Tiers Monde
- Sciences sociales et santé
- Terrain. Anthropologie et sciences humaines

### Bioéthique
- Canadian Journal of Bioethics / Revue canadienne de bioéthique (en)
- Revue Africaine de Bioéthique et d’éthique médicale/African Journal of Bioethics and Medical Ethics[3]

### Droit
- Amplitude du droit
- L’Annuaire des collectivités locales
- L'Annuaire français de droit international
- Lettre de l'Est
- Revue internationale de droit comparé

### Économie
- L’Annuaire des collectivités locales
- Économie et Statistique
- Économie & Prévision
- Économie rurale
- Perspectives chinoises
- Revue d'économie financière
- Revue d'économie industrielle
- Revue de l’OFCE
- Revue d'études comparatives Est-Ouest
- Revue économique
- Revue française d'économie
- Revue Tiers Monde
- Sciences sociales et santé
- Territoires du vin

### Environnement
- Développement durable et territoires
- Sciences Eaux & Territoires
- VertigO
- Naturellement

### Géographie
- Annales de géographie
- Ebisu : études japonaises
- L'Espace géographique
- Espace Populations Sociétés
- FLUX : cahiers scientifiques internationaux réseaux et territoires
- Géocarrefour
- Géomorphologie : relief, processus, environnement
- L’information géographique
- Méditerranée
- Norois
- Quaternaire
- Revue de géographie alpine
- Revue Tiers Monde
- Territoires du vin

### Géosciences
- Comptes Rendus Géoscience

### Histoire
- Actes des congrès de la Société des historiens médiévistes de l'enseignement supérieur public
- Annales
- Annales de Bretagne et des pays de l'Ouest
- Annales de Normandie
- Annales d'Éthiopie
- Annales historiques de la Révolution française
- Antiquités africaines
- Archives de sciences sociales des religions
- Aséanie : sciences humaines en Asie du Sud-Est
- Bibliothèque de l'École des chartes
- Bulletin de l'École française d'Extrême-Orient (BEFEO)
- Bulletin hispanique
- Cahiers de civilisation médiévale
- Cahiers d'études africaines
- Cahiers de linguistique hispanique médiévale
- Cahiers d’Extrême-Asie
- Cahiers du Centre Gustave Glotz
- Cahiers du monde russe
- Crescentis : Revue internationale d'Histoire de la vigne et du vin
- Comptes rendus de l'Académie des inscriptions et belles-lettres
- Dialogues d'histoire ancienne (DHA)
- Dix-Huitième Siècle
- Ebisu : études japonaises
- Extrême-Orient, Extrême-Occident
- Football(s). Histoire, culture, économie, société
- Genèses
- Histoire de l'éducation
- Histoire, économie & société
- Histoire Épistémologie Langage
- Histoire & Mesure
- Histoire Québec (sauf pour l'accès aux articles des numéros courants)
- Journal de la Société des océanistes
- Journal des savants
- Livraisons d’histoire de l’architecture
- Matériaux pour l’histoire de notre temps
- Médiévales
- Mélanges de la Casa de Velázquez
- Mélanges de l'École française de Rome
- Mètis : anthropologie des mondes grecs anciens
- Mil neuf cent : Revue d'histoire intellectuelle (Cahiers Georges Sorel)
- Programming Historian
- Québecensia (sauf pour l'accès aux articles des numéros courants)
- Réforme, Humanisme, Renaissance
- Revue belge de philologie et d’histoire
- Revue de l'histoire des religions
- Revue des études byzantines
- Revue des études grecques
- Revue des études slaves
- Revue des mondes musulmans et de la Méditerranée
- Revue d'histoire de la pharmacie, suite du Bulletin de la Société d'histoire de la pharmacie (édités par la Société d'histoire de la pharmacie)
- Revue d'histoire de l'Église de France
- Revue d'histoire des sciences
- Revue numismatique
- Seizième siècle (XVIe siècle)
- Syria : archéologie, art et histoire
- Vingtième Siècle : Revue d'histoire
- XVII-XVIII : revue de la Société d'études anglo-américaines des XVIIe et XVIIIe siècles

### Humanités numériques
- Humanités Numériques

### Linguistique
- À tradire
- Bulletin de l'École française d'Extrême-Orient (BEFEO)
- Cahiers de linguistique Asie orientale (CLAO)
- Éclats
- Faits de langues
- Histoire Épistémologie Langage
- Interfaces : Image - Texte - Language
- L'Information grammaticale
- Journal des africanistes
- Journal of the Southeast Asian Linguistics Society (JSEALS)
- La Bretagne linguistique
- Langage et société
- Langages
- Langue française
- Revue des études slaves
- Textes & contextes

### Littérature
- L’Amuse-Bouche : La revue française de Yale
- Bulletin hispanique
- Cahiers de l’AIEF
- Cahiers d'études hispaniques médiévales
- Cahiers du monde russe
- Cahiers Staëliens
- Épistémocritique : Littérature et savoirs
- Extrême-Orient, Extrême-Occident
- Interfaces : Image - Texte - Language
- Littérature
- Les Carnets de Poédiles
- Mélanges de la Casa de Velázquez
- Mètis : anthropologie des mondes grecs anciens
- Motifs
- Réforme, Humanisme, Renaissance
- Revue des études grecques
- Revue internationale de Photolittérature (PHLiT)
- Romantisme
- Savoirs en lien
- Seizième siècle (XVIe siècle)
- Textes & contextes
- XVII-XVIII : revue de la Société d'études anglo-américaines des XVIIe et XVIIIe siècles

### Mathématiques
- Comptes Rendus Mathématique

### Philosophie
- Autres temps
- Extrême-Orient, Extrême-Occident
- Recherches sur Diderot et sur l’Encyclopédie
- Réforme, Humanisme, Renaissance
- Revue des études grecques
- Revue philosophique de Louvain
- Savoirs en lien

### Psychologie
- L'Année psychologique
- Enfance

### Santé et médecine
- Revue francophone sur la santé et les territoires
- Bulletin de la dialyse à domicile

### Science de l'éducation
- Éducation relative à l'environnement : Regards - Recherches - Réflexions
- eJRIEPS eJournal de la recherche sur l'intervention en éducation physique et sport
- Football(s). Histoire, culture, économie, société
- Histoire de l'éducation
- Recherches en éducation
- Revue française de pédagogie

### Science politique
- Critique internationale
- Mots : Les langages du politique
- Perspectives chinoises
- Pôle Sud
- Politique étrangère
- Politiques et Management public
- Politix : revue des sciences sociales du politique
- Réseaux – Communication – Technologie – Société
- Revue des mondes musulmans et de la Méditerranée
- Revue d'études comparatives Est-Ouest
- Revue française de science politique
- Revue Tiers Monde

### Sciences de l'information et de la communication
- Communication & Langages, suite des Cahiers de la publicité
- Communications
- Culture et Musées
- Éclats
- Interrogations : revue pluridisciplinaire des sciences de l'homme et de la société
- Quaderni
- Semen. Revue de sémio-linguistique des textes et discours

### Sciences humaines et sociales
- Actes de la recherche en sciences sociales
- Apparence(s)
- Archives de sciences sociales des religions
- Aséanie : sciences humaines en Asie du Sud-Est
- Cahiers d’Extrême-Asie
- Les Cahiers du Grif
- Cahiers du monde russe
- Ebisu : études japonaises
- Espace Populations Sociétés
- Genèses
- LISA
- Mil neuf cent : Revue d'histoire intellectuelle, suite des Cahiers Georges Sorel
- Mutations en Méditerranée (MeM)
- Population
- Réseaux – Communication – Technologie – Société
- Revue d'anthropologie des connaissances
- Revue européenne des migrations internationales
- Santé, société et solidarité
- Sciences sociales et santé
- Technologie et innovation[4]

### Sociologie
- L’Annuaire des collectivités locales
- Appartenances & Altérités
- Archipel
- Archives de sciences sociales des religions
- Autres temps
- Les cahiers du GRIF
- Déviance et société
- Enfance
- Espace Populations Sociétés
- FLUX : cahiers scientifiques internationaux réseaux et territoires
- Langage & Société
- Perspectives chinoises
- Réseaux : communication – technologie – société
- Revue d'études comparatives Est-Ouest
- Revue française de sociologie
- Revue Tiers Monde
- Sciences sociales et santé
- Sociétés contemporaines

## Liste de revues publiées en anglais

### Revues pluridisciplinaires
- European Bulletin of Himalayan Research — EBHR
- Nature Communications
- PLOS ONE
- Royal Society Open Science
- Science Advances
- Scientific Reports

### Agriculture/Agronomie
- African Journal of Food, Agriculture, Nutrition and Development
- Biotechnology, Agronomy, Society and Environment[1]
- Open Access Journal of Medicinal and Aromatic Plants[5]

### Astronomie
- Information Bulletin on Variable Stars[6]
- Journal of the Korean Astronomical Society
- Royal Society Open Science

### Bioethics
- AMA Journal of Ethics
- Bangladesh Journal of Bioethics[7]
- BMC Medical Ethics (en)[8]
- Canadian Journal of Bioethics / Revue canadienne de bioéthique (en)
- Ethics & Bioethics (in Central Europe)[9]
- European Journal of Bioethics[10]
- Health, Spirituality & Medical Ethics Journal[11]
- Indian Journal of Medical Ethics[12]
- Revue Africaine de Bioéthique et d’éthique médicale/African Journal of Bioethics and Medical Ethics[3]
- South African Journal of Bioethics and Law[13]

### Biologie
- African Invertebrates[14]
- BMC Biology[15]
- BMC Evolutionary Biology[15]
- BMC Systems Biology[15]
- Cell Reports[16]
- Check List[17]
- eLife
- F1000Research
- Genome Biology
- International Journal of Biological Sciences
- Israel Journal of Entomology
- Nature Communications
- Oncotarget
- Open Biology
- PeerJ
- PLOS Biology
- PLOS Computational Biology
- PLOS Genetics
- Royal Society Open Science
- Scientific Reports
- ZooKeys

### Chimie
- Arkivoc
- Chemical Science
- Journal of the American Chemical Society
- Molecules
- Nature Communications
- Organic Syntheses
- Royal Society Open Science

### Danse
- Contact Quarterly

### Droit
- Duke Law Journal
- German Law Journal
- Health and Human Rights
- Melbourne University Law Review
- SCRIPT-ed

### Économie
- European Bulletin of Himalayan Research — EBHR
- Journal of agricultural & applied economics
- real-world economics review
- Theoretical Economics

### Éducation
- African Journal of Educational Studies in Mathematics and Sciences
- Australasian Journal of Educational Technology
- Educational Technology & Society
- Journal of Higher Education Outreach and Engagement

### Études environnementales
- Conservation and Society
- Ecology and Society
- Environmental Health Perspectives
- Environmental Research Letters
- European Bulletin of Himalayan Research — EBHR
- Journal of Political Ecology
- Royal Society Open Science

### Finance
- The Journal of Entrepreneurial Finance

### Histoire des sciences
- Gesnerus (En accès libre mais seulement après un délai de trois ans après la parution de l'article)

### Informatique
- Computational Linguistics
- Discrete Mathematics & Theoretical Computer Science
- INFOCOMP Journal of Computer Science
- JOT: Journal of Object Technology
- Journal of Artificial Intelligence Research
- Journal of Computational Geometry
- Journal of Formalized Reasoning
- Journal of Machine Learning Research
- Journal of Object Technology
- Journal of Statistical Software
- Journal of Universal Computer Science
- Logical Methods in Computer Science
- Royal Society Open Science
- Theory of Computing

### Ingénierie
- Advances in Production Engineering & Management
- Royal Society Open Science
- International Journal of Innovation and Applied Studies

### Linguistique
- European Bulletin of Himalayan Research — EBHR
- Per Linguam

### Mathématique
- Acta Mathematica
- Advances in Group Theory and Applications
- Advances in Difference Equations
- Algebraic Geometry
- Annales Academiæ Scientiarum Fennicæ Mathematica
- Annales de l'Institut Fourier
- Annales mathématiques Blaise Pascal
- Arkiv för Matematik
- Ars Mathematica Contemporanea
- Australasian Journal of Combinatorics
- Axioms
- Combinatorial Theory[18]
- Comptes Rendus Mathématique
- Discrete Analysis
- Discrete Mathematics & Theoretical Computer Science
- Documenta Mathematica
- Electronic Communications in Probability
- Electronic Journal of Combinatorics
- Electronic Journal of Probability[19]
- Electronic Journal of Statistics
- Electronic Transactions on Numerical Analysis
- Forum of Mathematics
- Hardy-Ramanujan Journal
- Journal de Théorie des Nombres de Bordeaux
- Journal of Computational Geometry
- Journal of Formalized Reasoning
- Journal of Graph Algorithms and Applications
- Journal of Integer Sequences
- Journal of Modern Applied Statistical Methods
- Mathematics and Mechanics of Complex Systems
- Münster Journal of Mathematics
- New York Journal of Mathematics
- Open Mathematics
- Rendiconti di Matematica e delle sue Applicazioni
- Revue roumaine de mathématiques pures et appliquées
- Royal Society Open Science
- Séminaire Lotharingien de Combinatoire

### Médecine et Sciences de la santé
- Annals of Saudi Medicine
- Bangladesh Journal of Pharmacology
- Biomedical Imaging and Intervention Journal
- BMC Health Services Research
- BMC Medicine
- BMJ Open
- British Medical Journal
- British Columbia Medical Journal
- Canadian Medical Association Journal
- International Journal of Medical Sciences
- Journal of Clinical Investigation
- Journal of Medical Internet Research
- Journal of Postgraduate Medicine
- The New England Journal of Medicine
- PeerJ
- PLOS Medicine
- PLOS Neglected Tropical Diseases
- PLOS Pathogens
- International Immunopharmacology

### Musique
- Gamut: The Journal of the Music Theory Society of the Mid-Atlantic
- Music Theory Online

### Nutrition
- Journal of Nutrition

### Philosophie
- Journal of Ethics & Social Philosophy
- Philosophers' Imprint

### Physique
- New Journal of Physics
- Physical Review X
- Royal Society Open Science
- Scientific Reports

### Sciences de la Terre
- Royal Society Open Science
- Advances in Geosciences (ADGEO)[20]
- Annales Geophysicae (ANGEO)[20]
- Atmospheric Chemistry and Physics (ACP)[20]
- Atmospheric Measurement Techniques (AMT)[20]
- Biogeosciences (BG)[20]
- Climate of the Past (CP)[20]
- Comptes Rendus Géoscience (CR-Géo)
- Earth Surface Dynamics (ESurf)[20]
- Earth System Dynamics (ESD)[20]
- Geochemical Perspectives Letters[21]
- Geoscientific Instrumentation, Methods and Data Systems (GI)[20]
- Geoscientific Model Development (GMD) [20]
- Hydrology and Earth System Sciences (HESS) [20]
- Natural Hazards and Earth System Sciences (NHESS)[20]
- Nonlinear Processes in Geophysics (NPG)[20]
- Ocean Science (OS) [20]
- SOIL & SOIL Discussions (SOILD)[20]
- Solid Earth (SE)[20]
- The Cryosphere (TC) [20]
- Volcanica[21]

### Science des matériaux
- Materials Today
- Royal Society Open Science
- Science and Technology of Advanced Materials

### Science générale
- PLOS ONE
- Royal Society Open Science
- Science Advances
- Scientific Reports

### Sciences humaines et autres revues connexes
- Anamesa
- The Asia-Pacific Journal: Japan Focus
- continent
- Culture Machine
- Digital Humanities Quarterly
- Digital Studies / Le champ numérique
- European Bulletin of Himalayan Research — EBHR
- First Monday
- GHLL
- Jadaliyya
- LISA
- Sign Systems Studies
- Journal of Digital Humanities & Data Mining
- Journal of the International Association of Tibetan Studies
- Journal of the Siam Society

### Science pharmaceutique
- Scientia Pharmaceutica

### Science politique
- Caucasian Review of International Affairs
- Central European Journal of International and Security Studies
- European Political Economy Review
- European Bulletin of Himalayan Research — EBHR
- Journal of Politics & Society
- Michigan Journal of Political Science

### Science sociale
- Cultural Anthropology
- Frontiers in Psychology
- Journal of Artificial Societies and Social Simulation
- Journal of Pan African Studies
- Journal of Political Ecology
- Journal of World-Systems Research
- Royal Society Open Science